# Lý Dụ
Lý Dụ (李裕) (? - 17 tháng 5 năm 905), nguyên danh Lý Hựu (李祐) (đổi tên năm 897), giai đoạn 900-901 mang tên Lý Chẩn (李縝), là một thân vương nhà Đường. Ông là trưởng tử của Đường Chiêu Tông và Hà hoàng hậu giữ ngôi vị hoàng thái tử từ 897 đến 900. Năm 900, hoạn quan Lưu Quý Thuật đã buộc Đường Chiêu Tông phải thoái vị để cho Lưu Dụ làm hoàng đế; sau khi Đường Chiêu Tông phục vị, Lưu Dụ không còn là hoàng thái tử song vẫn được phụ hoàng yêu mến. Sau khi quân phiệt Chu Toàn Trung ám sát Đường Chiêu Tông vào năm 904, Chu Toàn Trung đã bỏ qua Lý Dụ và đưa cửu đệ của ông là Lý Tộ lên ngôi, đổi tên là Lý Chúc, tức Đường Ai Đế. Đến năm 905, Chu Toàn Trung đã giết chết Lý Dụ cùng với tám hoàng tử khác của Đường Chiêu Tông.

## Thân thế
Không rõ Lý Hựu sinh trước hay sau khi phụ hoàng Đường Chiêu Tông tức vị năm 888, mẹ của ông là Hà hoàng hậu, cửu đệ đồng mẫu Lý Chúc của ông sinh năm 892,. Ông là trưởng tử của Đường Chiêu Tông. Năm 891, Đường Chiêu Tông phong ông làm Đức vương.

## Làm thái tử
Nhằm tránh cuộc tiến công của Phượng Tường tiết độ sứ Lý Mậu Trinh, Đường Chiêu Tông và triều đình Đường buộc phải chạy trốn khỏi kinh thành Trường An đến Hoa châu (華州, trị sở nay thuộc Vị Nam, Thiểm Tây) vào năm 896, Đường Chiêu Tông nằm dưới quyền kiểm soát của Trấn Quốc tiết độ sứ Hàn Kiến. Hàn Kiến trở nên lo sợ trước việc Đường Chiêu Tông đến Hoa châu cùng một số binh sĩ triều đình mới tuyển mộ, vì thế Hàn Kiến đã đề nghị Đường Chiêu Tông buộc các thân vương phải từ bỏ quyền chỉ huy đối với các binh sĩ mới này. Do bị Hàn Kiến thúc ép, Đường Chiêu Tông đã buộc phải tước quyền chỉ huy của các thân vương và để Hàn Kiến quản thúc tại gia với họ. Hàn Kiến biết điều này khiến Đường Chiêu Tông không hài lòng nên muốn xoa dịu, ông ra vì thế đã đề xuất lập Lý Hựu làm hoàng thái tử. Vào mùa xuân năm 897, Đường Chiêu Tông thực hiện điều này, và cũng đổi tên Lý Hựu thành Lý Dụ. Một thời gian ngắn sau đó, Hà thị được phong là hoàng hậu.

## Làm hoàng đế
Đường Chiêu Tông sau đó đã thiết lập hòa bình với Lý Mậu Trinh và trở về Trường An vào năm 899. Tuy nhiên, sau các thử thách tại Hoa châu, Đường Chiêu Tông trở nên chán nản, thường xuyên uống rượu và có tâm trạng bất định. Các hoạn quan nhiều quyền lực trong triều như Lưu Quý Thuật và Vương Trọng Tiên bắt đầu tính đến việc phế truất Chiêu Tông. Năm 900, Đường Chiêu Tông tự xuống tay giết chết một vài hoạn quan và cung nữ sau khi say, Lưu Quý Thuật đã quyết định hành động. Lưu Quý Thuật đưa các binh sĩ Thần Sách quân vào cung, buộc Đường Chiêu Tông phải giao ra quốc ấn và tiến hành quản thúc Chiêu Tông. Lưu Quý Thuật đưa Lý Dụ vào cung và ban một chiếu chỉ nhân danh Đường Chiêu Tông truyền ngôi cho Lý Dụ, đổi tên Lý Dụ thành Lý Chẩn. Đường Chiêu Tông trở thành Thái thượng hoàng còn Hà hoàng hậu trở thành thái thượng hoàng hậu.
Chưa đầy hai tháng sau, một nhóm sĩ quan Thần Sách quân trung thành với Đường Chiêu Tông đã giết chết Lưu Quý Thuật và Vương Trọng Tiên. Họ phục vị cho Đường Chiêu Tông. Một nhóm hoạn quan, trong hỗn loạn, đã hộ tống Lý Chẩn đến Tả Thần Sách quân. Họ đề xuất trả lại quốc ấn cho Đường Chiêu Tông, Đường Chiêu Tông chấp thuận và nói rằng Lý Dục không phải chịu trách nhiệm do còn trẻ. Đường Chiêu Tông cho Lý Dụ về đông cung, song tước bỏ địa vị thái tử và giáng làm Đức vương.

## Sau khi Đường Chiêu Tông phục vị
Đường Chiêu Tông sau đó đã bị hoạn quan Hàn Toàn Hối bắt cóc đến Phượng Tường vào năm 901. Theo lời xúi giục của Thôi Dận, Tuyên Vũ tiết độ sứ Chu Toàn Trung đã đưa quân đến Phượng Tường, bao vây thủ phủ của quân này, buộc Lý Mậu Trinh phải trao trả hoàng đế. Chu Toàn Trung sau đó đưa Đường Chiêu Tông và hoàng gia về Trường An.
Lúc này, Lý Dụ đang trưởng thành và được mô tả là anh tuấn. Chu Toàn Trung muốn soán vị nên lo ngại Lý Dụ, và nói với Thôi Dận rằng không nên để Lý Dụ sống do khi trước đã soán vị. Khi Thôi Dận chuyển tiếp đề xuất này cho Đường Chiêu Tông, Đường Chiêu Tông sửng sốt và đe dọa Chu Toàn Trung; Chu Toàn Trung sau đó đã chối bỏ việc đã nói điều đó với Thôi Dận. Sau đó, khi Chu Toàn Trung giết Thôi Dận và buộc Đường Chiêu Tông thiên đô Lạc Dương, Đường Chiêu Tông trở nên lo sợ rằng Chu Toàn Trung muốn giết Lý Dụ, và Chiêu Tông từng nói với thuộc hạ của Chu Toàn Trung là Tưởng Huyền Huy (蔣玄暉) "Đức vương là ái tử của Trẫm, Toàn Trung cớ sao lại cương quyết muốn giết?" Chu Toàn Trung càng trở nên lo ngại và đến năm 904, Chu Toàn Trung khiển dưỡng tử Chu Hữu Cung (朱友恭) và Thị thúc Tông (氏叔琮) đi ám sát Đường Chiêu Tông. Chu Toàn Trung lập Huy vương Lý Tộ làm hoàng đế, tức Đường Ai Đế (và đổi tên thành Lý Chúc), bỏ qua Lý Dụ mặc dù là trưởng tử.
Vào mùa xuân năm 905, vào tiết Xã Nhật, Chu Toàn Trung đã khiển Tưởng Huyền Huy đi mời Lý Dụ và bảy hoàng đệ đến dự tiệc tại Cửu Khúc Trì (九曲池). Trong bữa tiệc, Chu Toàn Trung đã lệnh cho binh sĩ bắt các thân vương và siết cổ giết chết họ. Thi thể của họ bị ném xuống ao.